# 家族
家族（かぞく、英語: family、ドイツ語: Familie、フランス語: famille）とは、

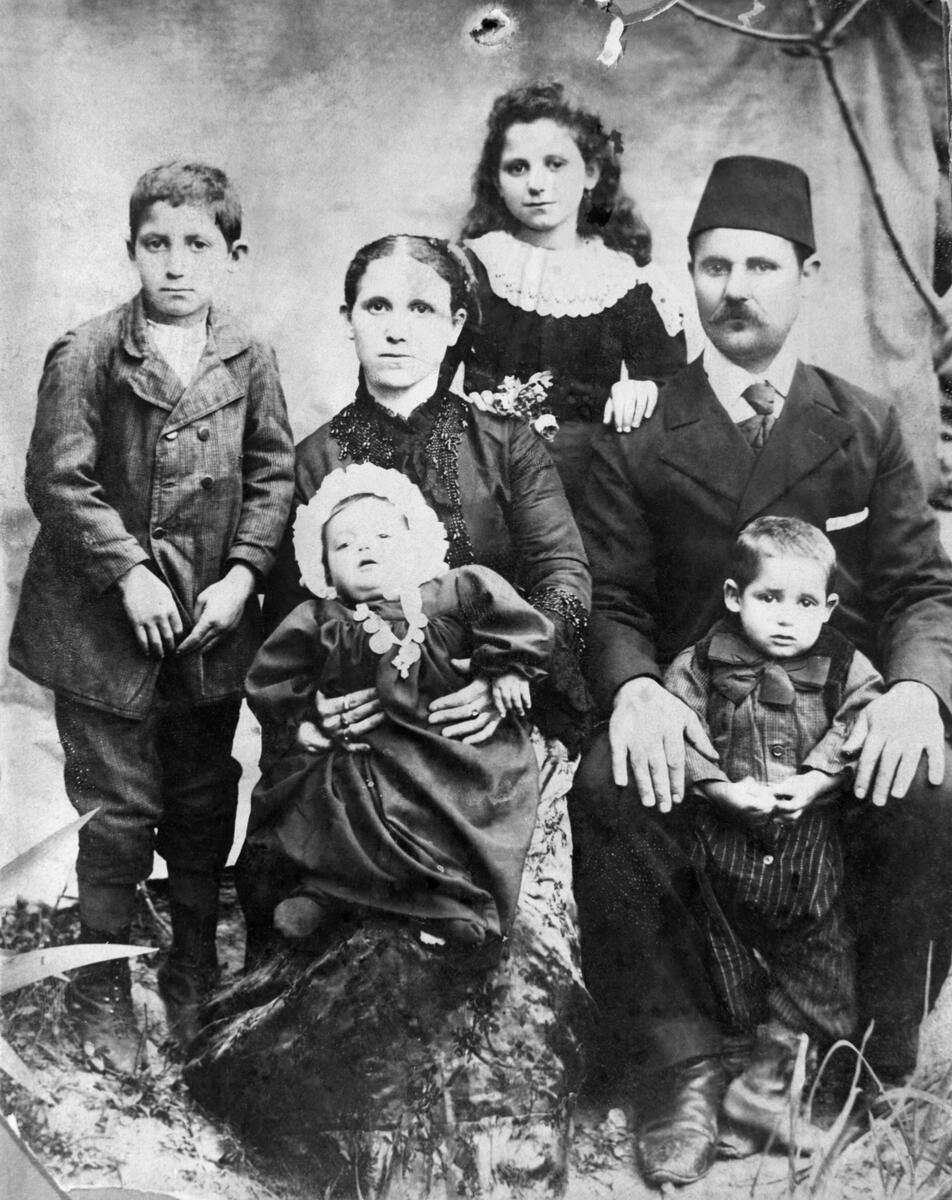
19世紀のあるギリシャ人一家（1895年）

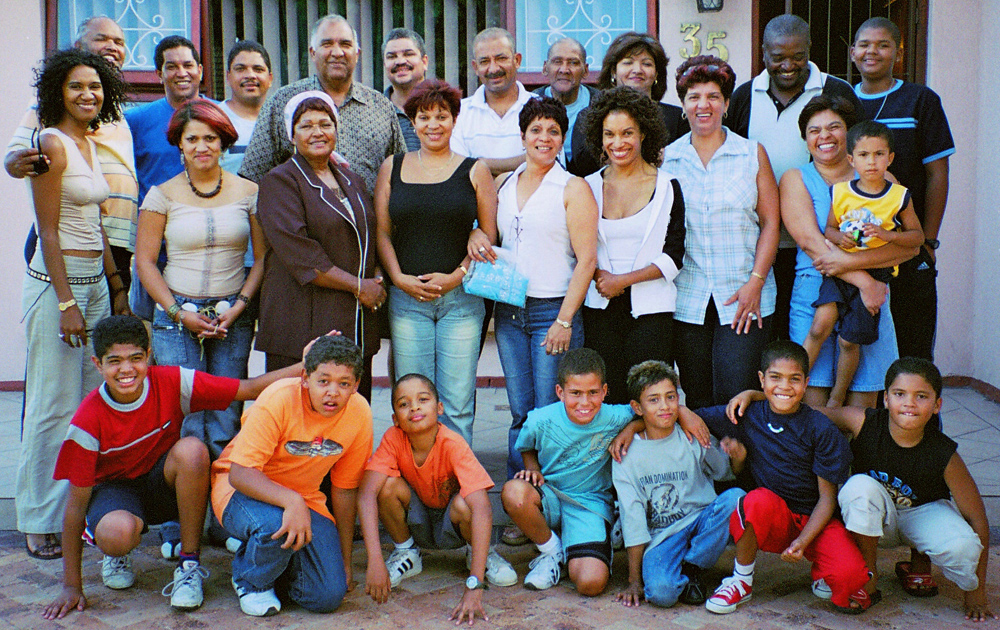
南アフリカのカラード家族

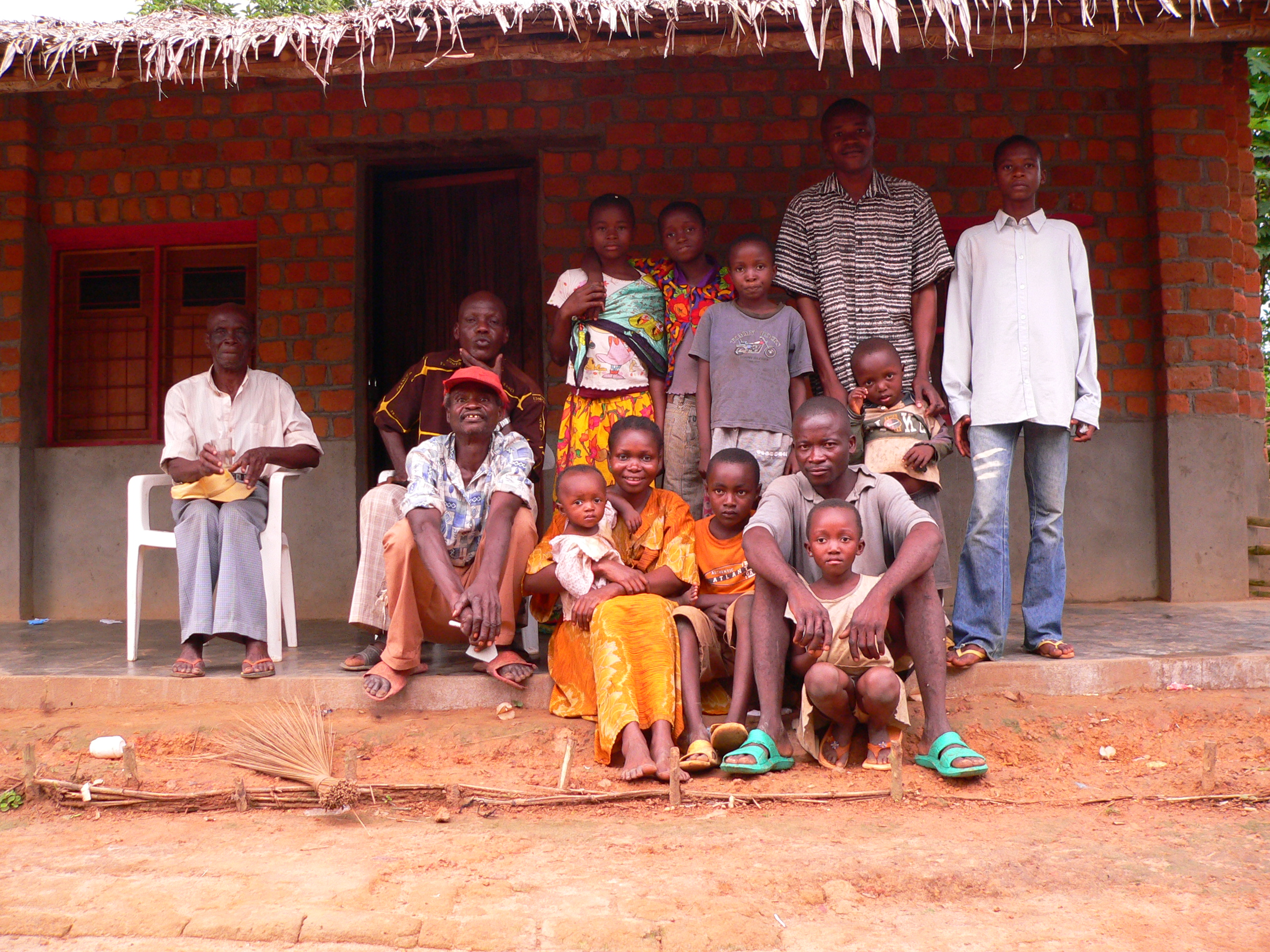
コンゴの家族（2007年）

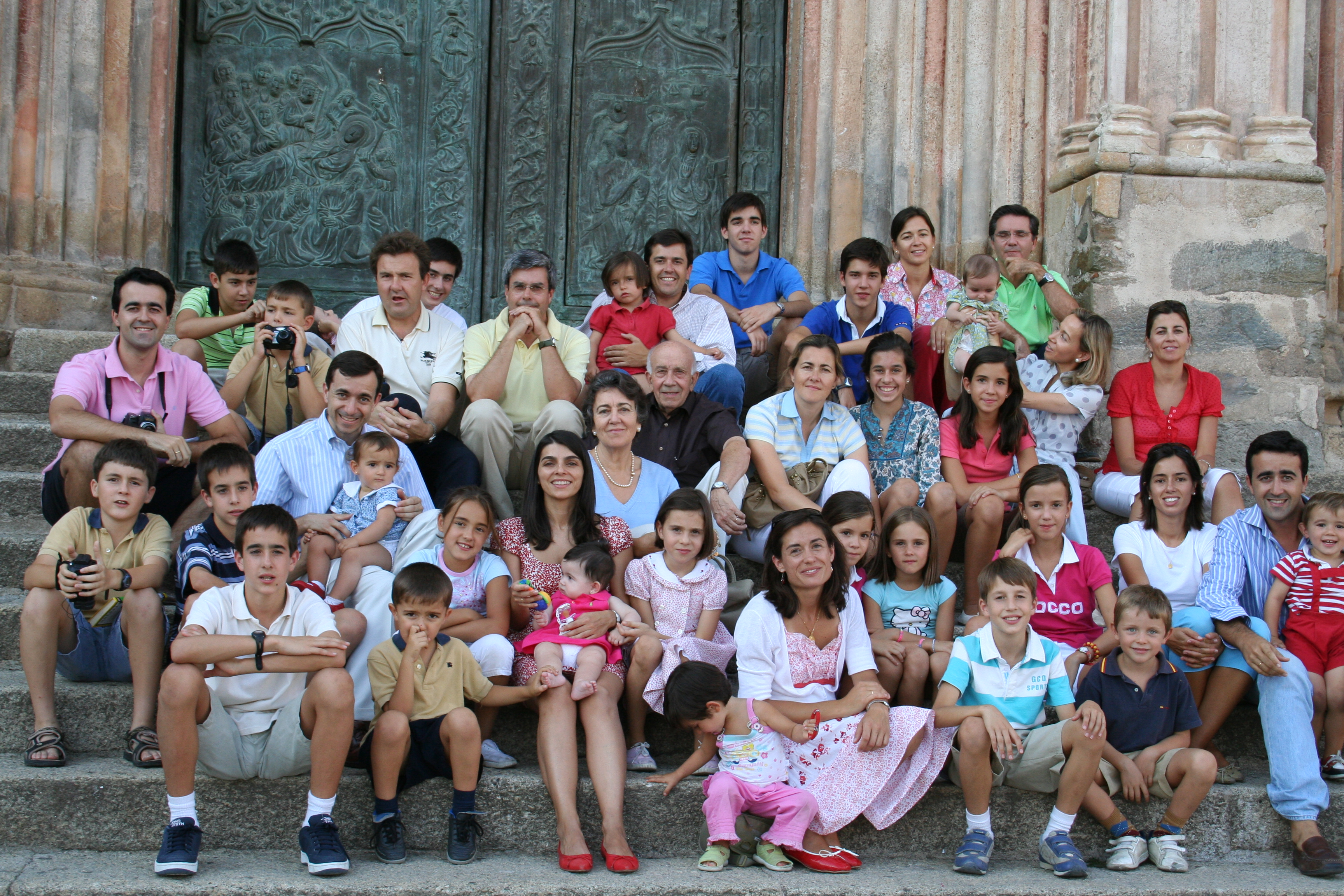
両親の50回目の結婚記念日を祝うために2007年9月にスペインの修道院前に集い写真をとった、11人の子供と20人の孫。大家族

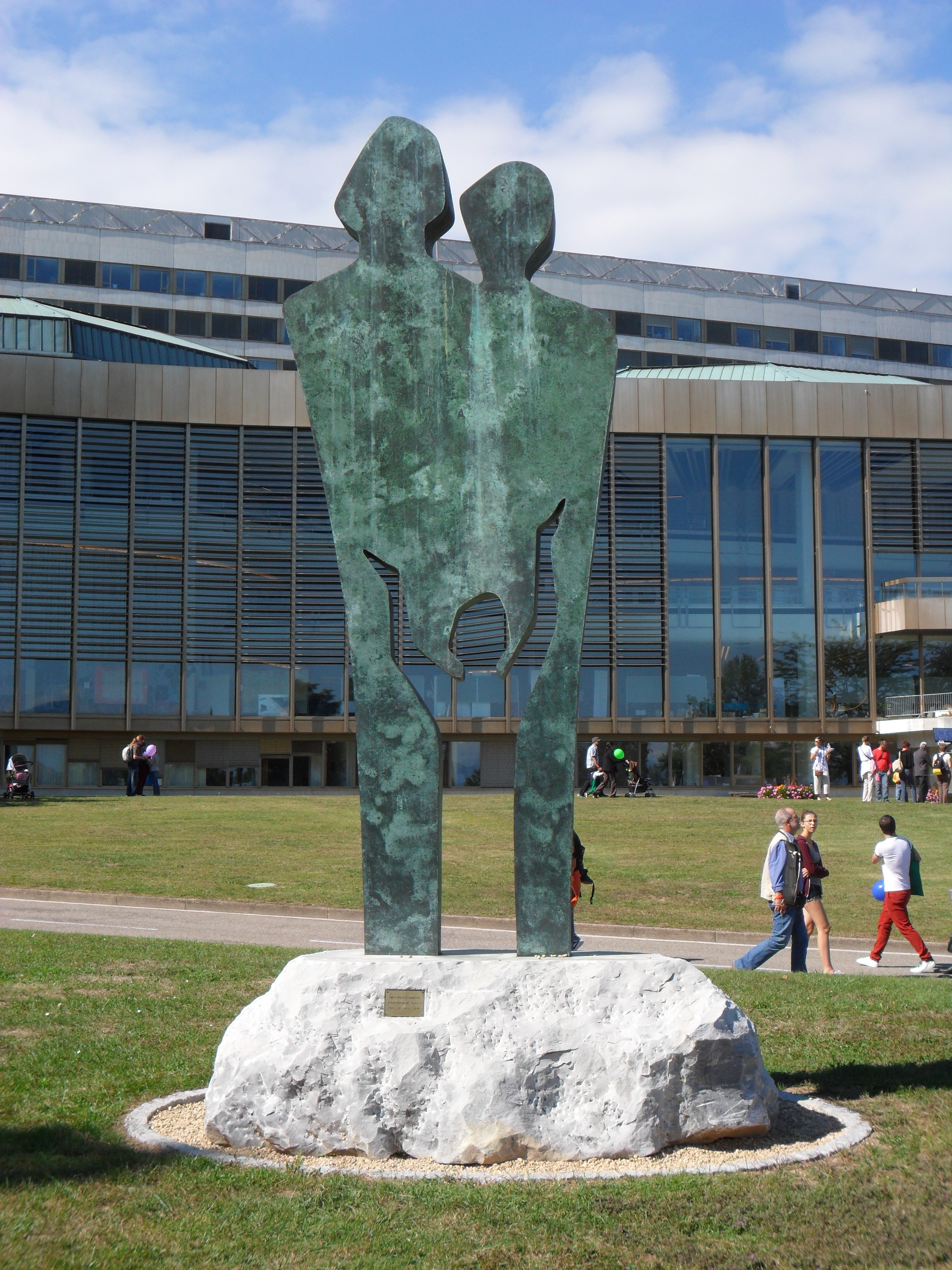
「Family」と題された像

夫婦や親子という関係を中心とする近親者によって構成され、相互の感情的きずなに基づいて日常生活を共同に営む最も小さな共同体である。

## 概要

### 語義
「家族」や「family」といった言葉には、いくつかの意味がある。以下、辞書類の解説から紹介する。
Oxford Dictionariesでは、英語の「family」に関して、大きく分けて3つの意味を挙げている。
1 ふた親（両親）とその子たちで、ひとまとまり（ひとつの単位）として一緒に暮らしているものたち
1.1 血縁や結婚によって関係づけられた人々
2 共通の先祖を持つ全ての人々
3 関連性のあるものごと
広辞苑では「家族」の解説文としては、「夫婦の配偶関係や親子・兄弟の血縁関係によって結ばれた親族関係を基礎にして成立する小集団」としている。
大辞泉では、「夫婦とその血縁関係者を中心に構成され、共同生活の単位となる集団」としている。

### 「家族」と「世帯」との違い
なお、家族と世帯は基本的に異なる概念である。日本国厚生労働省の定義では、世帯とは同一住居・同一生計の集まりのことであり、同じ家族に属していても単身赴任や進学などで別居している場合は別世帯となる。また逆に、家族でなくとも同一生計で同居している親族や使用人は世帯に含まれる。

## 家族の持つ機能
|                    | 内容                                                                                           | 社会的アウトソース, 現在の変化   |
| ------------------ | ---------------------------------------------------------------------------------------------- | -------------------------------- |
| 性的機能           | 結婚制度に基づいて、パートナー内では許容されるとともに、その外側においては性を禁止する秩序機能 | 同棲、未婚の母、事実婚           |
| 生殖機能           | 子孫を残す                                                                                     | 子供を持たないとの選択           |
| 扶養機能           | 老人介護、子供の面倒を見る機能                                                                 | 介護施設、保育園                 |
| 経済的生産的機能   | 農業・自営業など、共同単位として経済的生産を行う                                               | 会社・工場など外部での経済的生産 |
| 保護機能           | 外敵からメンバーを守る（とりわけ女性、乳幼児、病人）                                           | 警察、病院など                   |
| 教育的機能         | 子供を育てるとともに、社会に適応した人格を形成する                                             | 幼稚園、学校など                 |
| 宗教的機能         | 宗教、文化、伝統の継承                                                                         | 宗教が軽視される傾向             |
| 娯楽的機能         | 家庭内で娯楽を楽しむ                                                                           | 遊園地、映画など                 |
| 社会的地位付与機能 | 親の職業や地位を引き継ぐ                                                                       | 世襲の弱体化                     |

上記のように、かつて家族は社会の基礎構成単位として広汎な機能を持っていたが、社会の発達による機能分化に伴って諸機能が外部化され、家族の機能は大幅に縮小しつつある。一方で、生産機能は失ったものの生活共同体としての家族の機能は失われているわけではなく、また教育的機能についても学校などの外部教育機関で長期間の教育が不可欠となる一方、子育ては依然として家族の中心的機能の一つであるばかりか、一家族あたりの子供の数の減少に伴い、家族内での比重はむしろ増しつつある。現代家族の機能については性的機能・生殖機能・教育的機能・経済的機能の4つに限定するものから、さらに縮小した機能を想定するものまでさまざまな理論が存在する。

## ライフサイクル
家族にもライフサイクルがあり、そのステージに応じて達成すべき発達課題がある。
|   | 発達段階                             | 発達課題 |
| - | ------------------------------------ | --- |
| 1 | どの家庭にも属さない、ヤングアダルト | - 家族から分離して自己を確立する - 親密な同年代と仲間関係を持つ - 職業上で自己を確立する |
| 2 | 結婚による家族の誕生                 | - 夫婦関係を形成する - 互いの実家、友人関係と関係を再構築する |
| 3 | 幼い子供を持った家族                 | - 子供たちのために、夫婦は心理的物理的空間をつくる - 親としての役割を務める - 祖父母＝孫関係を含めた拡大家族を構築する                                                                                  |
| 4 | 思春期の子供を持った家族             | - 子供らが家庭の内外を自由に出入りすることを受容する - 中年夫婦は、夫婦関係、人生職業上の課題を乗り越える - 老年世代を配慮する                                                                          |
| 5 | 子供たちの脱出と出立                 | - 夫婦関係を再構築する - 成長した子供たちと父母は、互いに大人同士として付き合う - 義理の子供と孫たちを含めた拡大家族を再構築する - 父母は、祖父母の心身の障害、死別に対応する                           |
| 6 | 人生の晩年を送る家族                 | - 社会的・肉体的衰退に対応し、夫婦関係を再構築する - 中年世代へ、中心的な役割を譲り渡す - 年長者としての知恵と経験を活かし、孫たちに対してよい祖父母になる - 配偶者、同胞、同世代の仲間の死別に対応する |

## 家族の類型

### 定位家族と生殖家族
人々はその多くの割合が、その生涯で次のような2種類の家族とかかわる。
- 自分が子供として生まれ育った家族　（定位家族 family of orientation）[1]
- 自分が結婚して新しくつくる家族　（生殖家族 family of procreation）[1]

ただし近年の先進諸国（西欧・北欧、アメリカ、日本など）では、定位家族から離れた後は一人暮らしを続け、生涯結婚せず上の2番目に挙げた「生殖家族 family of procreation」を1度も経験しないまま生涯を終える人の割合（生涯未婚率）が増加している。たとえばアメリカで2018年の統計で35%に到達している。日本も生涯未婚率が2023年の推定値で男性が28.25%、女性が17.85%に達している。

### 核家族と拡大家族

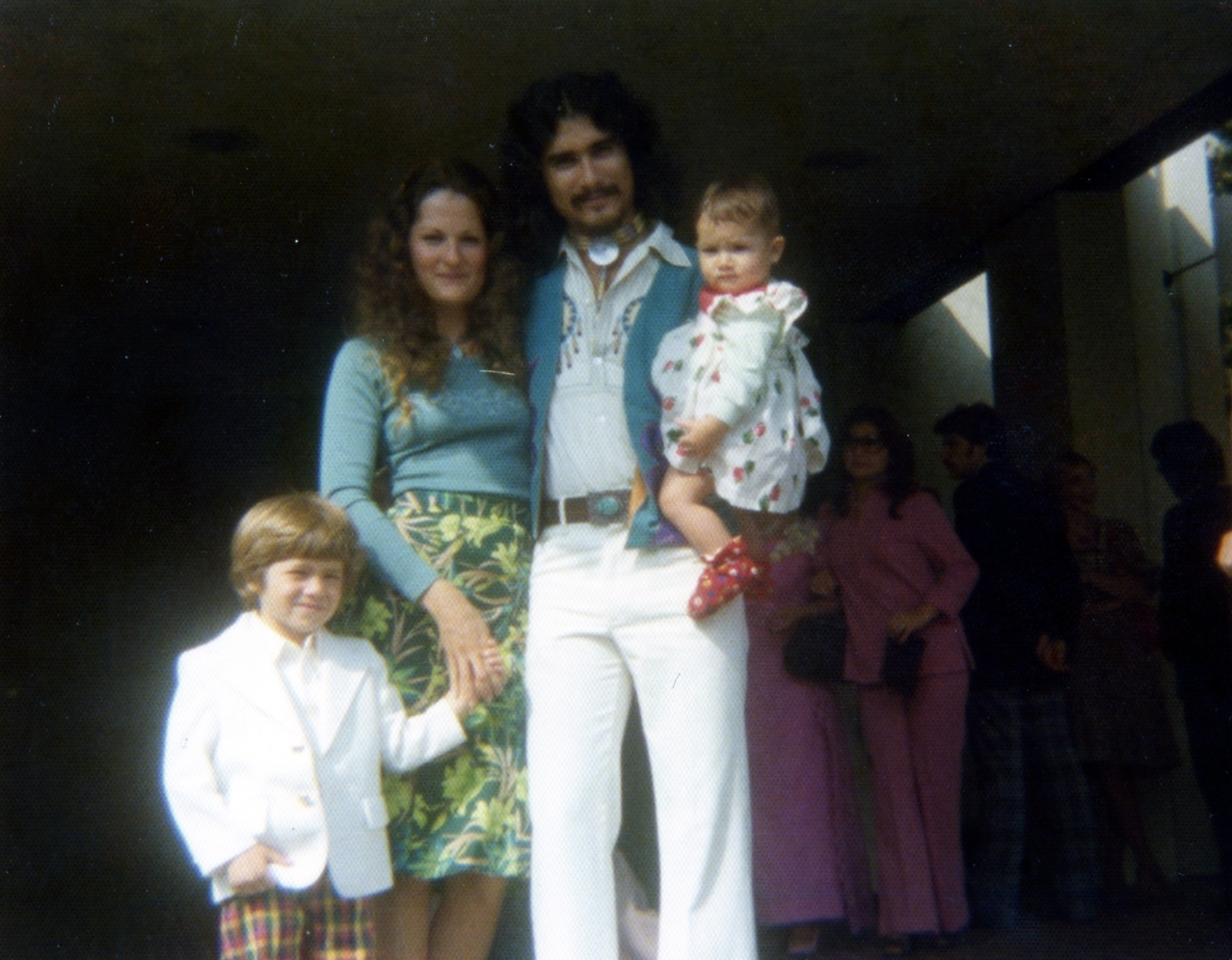
核家族、アメリカ（1970年代）

家族はその成員によって、核家族と拡大家族とに分類される。「核家族 / 拡大家族」という分類法は、アメリカの人類学者ジョージ・マードックが用いた用語「nuclear family / extended family」という分類用語の訳語である。
- 核家族 - 夫婦のみ、または未婚のその子供によって構成される家族形態である[13]。夫婦どちらか片方のみと未婚の子供によるものもこれに含まれる。
- 拡大家族 - 核家族よりも多い成員から構成される家族であり、長男など家系を継ぐ子供の家族にその親が同居する直系家族や、両親と複数の子どもとその家族が同居する複合家族などが含まれる。

なお上の「核家族 / 拡大家族」という分類は一夫一婦制の場合に限られ、複婚が行われる場合は複婚家族という別の区分となる。
なお上で挙げた家族形態は時代や文化によって千差万別であり、一つの文化内においてさえ一般的なモデルは存在するもののすべて同じスタイルの家族というわけではない。日本では戦前までは直系家族が基本的な家族モデルとして想定されていたものの、戦後（第二次世界大戦後）は核家族へと移行した。しかしすべてが核家族というわけでは当然なく、直系家族や大家族の家族も存在する。しかし日本も含め、世界的に社会が発展するに従って家族の規模は縮小する傾向にあり、19世紀にはほとんどの国で1世帯の平均人員は5人前後だったものが、20世紀末には先進国では2.5人前後にまで減少した。一方、発展途上国においては20世紀末においても家族規模の大きな国が多い。

### 出自集団
家族は多くの場合、出自を同じくする集団の中に包含されてきた。この出自集団は父母のどちらを重視するかによって、父系制、母系制、そして双系制の3つに分かれる。父系制の場合家族は父系集団に属することになり、父方の姓や地位、財産を継承する。これに対し母系制は母方の出自をたどり、相続も母方によるものである。母系制社会では一般に家庭内における父の権力は弱く、母が実権を握っていることが多いが、母系制社会においても女性が社会の実権を握っているわけではないことには注意が必要である。母系制社会では母方の伯父など母方男性の権力が強い。母方女性が社会権力を握る母権制社会は、かつてそのようなものが存在したと想像されたものの実在が確認されず、空想上の概念であると理解されている。父系制・母系制が父母いずれか単独の出自集団に属するのに対し、双系制は家族はどちらの集団にも属しうるので、多くの場合どちらかの集団を選択することとなる。

### リヒターによる病的家族の類型
ドイツの精神科医ホルスト・エバーハルト・リヒター（de:Horst-Eberhard Richter）はその著『病める家族―家族をめぐる神経症の症例と治療』（佑学社 1976年）において、患者の家族を以下のように類型化した。
- 劇場家族 - "よい家族" をお芝居のように演じている家族
- 要塞家族 - 自分たち以外はすべて敵とみなし、対抗することで絆を確認する家族
- サナトリウム家族 - 互いに傷を舐めあうような家族

### 小此木啓吾による家族類型
精神科医の小此木啓吾は家族の心的問題に焦点を当てて次のように類型化している（『家族のない家庭の時代』ちくま文庫 1992年）。
- コンテナ家族 - 容量が大きく、社会のストレス、不満を持ち帰っても、それを受容し、癒してくれるような家族
- ホテル家族 - 家族全員がそれぞれに "お客" のつもりで、他者（自分以外）からサービスされることだけを求め、他者のために汗を流そうとしない家族

### フェミニズムの視点から見た家族
『フェミニズム事典』（リサ・タトル（米国、1952年生）著、明石書店）は、「家族は、家父長制、および《女性に対する抑圧》を存続させる主要な制度である」との説明を採用している。（フェミニズムでは通常、家父長制という概念を通して家族の歴史を説明する。）

### 類型をめぐる学問的対立
M・アンダーソンは「今日の社会学では、たとえば「家父長制」という概念を説明するために、『些細な事実』を集積してきて類型化してしまいがちである。しかし単一の家族制度などは現実には存在せず、どの地域でも、あるいは歴史上のどの時点でも、家族類型などは存在しない」と説いた。
エマニュエル・トッドはフレデリック・ル・プレーによって見出された家族類型というものがブリコラージュ（やっつけ仕事）であること認めつつ、完璧に一貫性ある類型体系を先験的に定義するのは不可能でもあれば無用でもあり、ほかの変数との対応関係に置くことができる形で記述するのを可能にする限りにおいて、類型化に意義があるとした。

## 西欧における家族

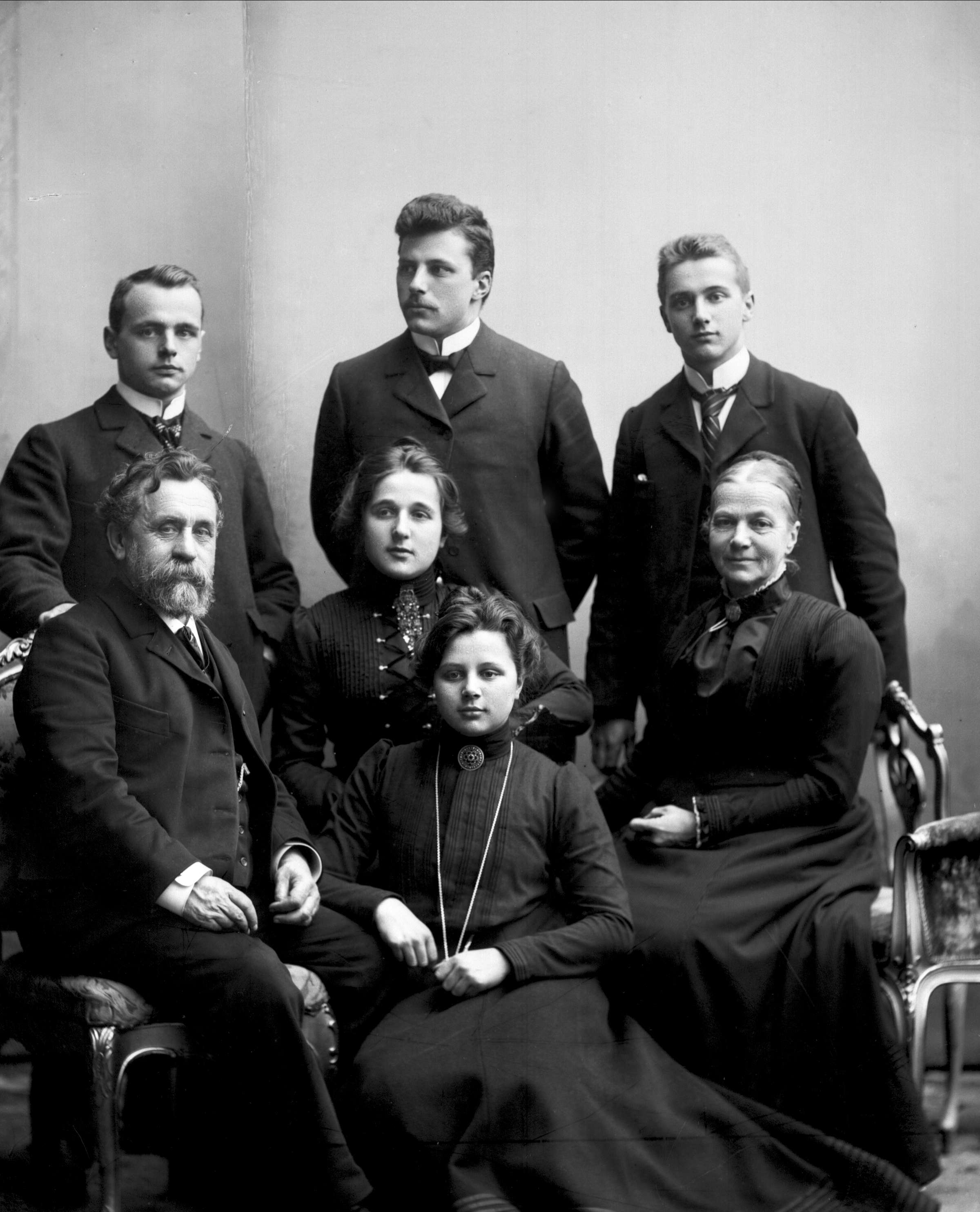
ノルウェーの家族。1900年

エドワード・ショーターは中世ヨーロッパには家族愛は存在せず、性愛・母性愛・家族愛は近代になってはじめて家族に持ち込まれたとした。この3つの概念は「性＝愛＝生殖」の一致を基本とする、いわゆる「近代家族」の理念的支柱となった。「近代家族」は、18世紀後半以降の産業革命の中でヨーロッパにおいて生み出されたと考えられている。これは夫婦を中心とし、子どもに重点を置く核家族制で、生産の側面を持たず、男女の分業を特徴とするものであり、産業革命の進展とともにこのモデルは世界に広がった。また、同時に家族は夫婦・親子の愛によって相互に結ばれるものというイデオロギーが成立した。

## 日本

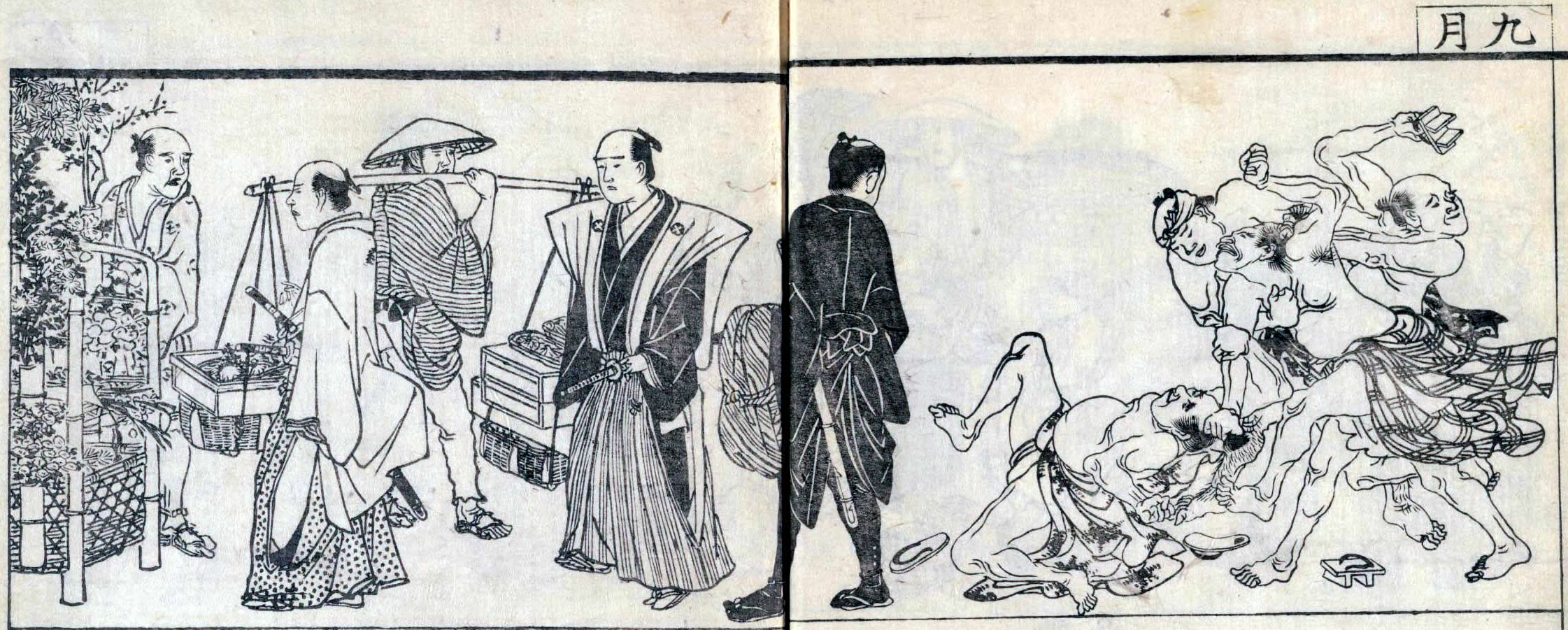
町を行く武士たち
（『四時交加』より）

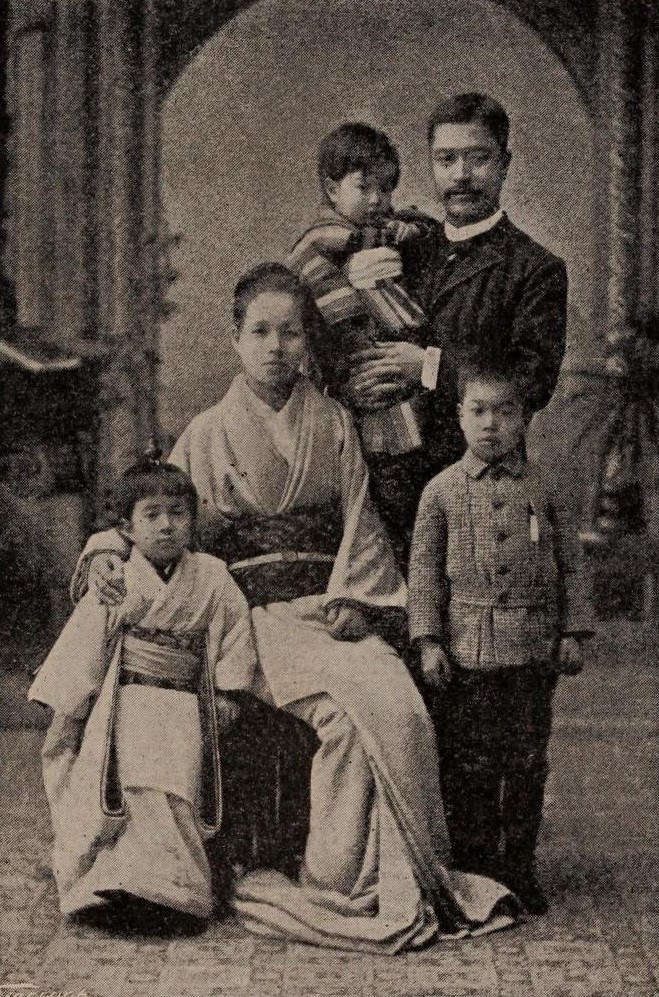
明治時代のある家族

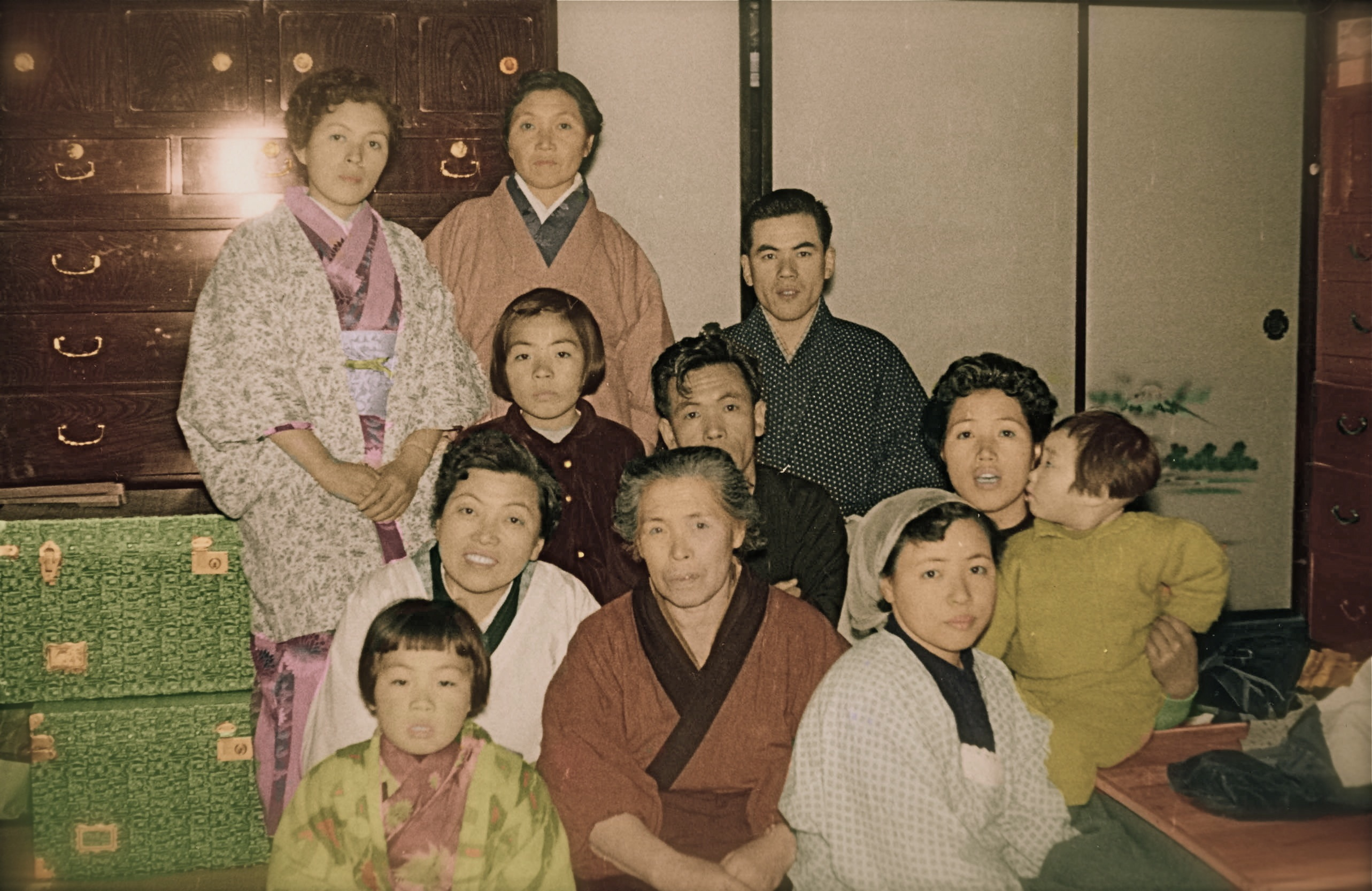
日本のある家族（1957年）

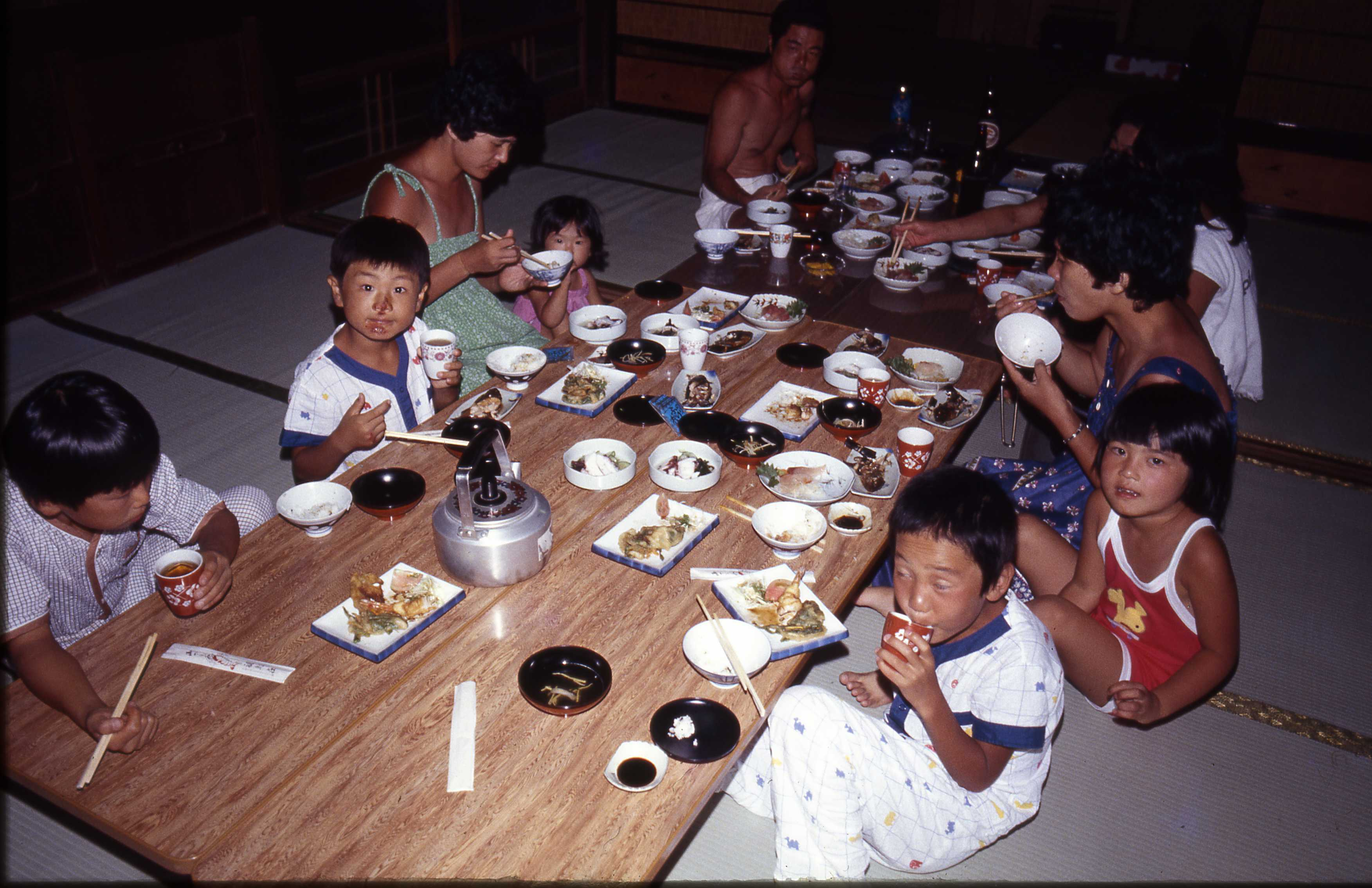
日本の家族、当時の淡路島の民宿（1980年）

日本の家族（2003年）

日本の近世においては身分制度の固定化が進み、支配層の家臣である武士の家にはさまざまな規制が加えられており、武士法と庶民法のの分離が見られた。武士の家は超世代的な連続性をもった父系血族集団として本家と末家（分家）の関係によって構成されていた。超世代的な本末家の筋目を尊重し、同姓を重視する傾向が武士社会では重視されていた。
家督は一家の長を意味し、家長が包括的に相続する俸禄（家禄）を意味する用語となった。家の構成員は当主と配偶者、その直系卑属あるいは直系卑属の配偶者と、時に傍系親族が含まれた。本家と分家の間柄は同姓と呼ばれ重視されていた。当主は家の代表者として広範囲に及ぶ家内統制権とその責任を有していた。庶民の家族構成は武士に準じていたが、家族全員が生産的労働を分担していたために、武士の場合ほど当主の権限は強力ではなかったという。
日本では明治・大正期は富国強兵の国策の下、夫婦が多くの子をつくり（子沢山）、親たちと同居する大家族の割合が高かったが、昭和期には夫婦とその子だけで成る核家族、小家族の割合が増えた。つまり、ある夫婦から見て、夫や妻の親とは住まない割合、あるいはある夫婦から見て、孫と一緒に暮らさない割合が増えた。その後、そうした形態の家族の様々な弊害が認識されるようになり、二世帯住宅のように、ひとつの家屋の1階2階に分かれて微妙な「近さ」と「距離」を保ちつつ暮らす人々も増えるなど、家族の多様化や 家族の線引きの曖昧化が進んでいる。

### 日本の家族形態の変化
戦前から終戦までの歴史と変容
第二次世界大戦前（戦前）の日本の家族は家制度に基盤をおき、地域社会はもとより国家とつながる「イエ」を形作っていた。「家制度」は16世紀に成立し、「家」と「家父長制」の二つを大きな要素としていた。「イエ」という親族集団の一体的結合と継続的発展を重視し、家族の人々を「イエ」に従属する存在とみなした。家父長権の相続（家督相続）、本家・分家などの階層性、それらを対外部的にひとまとまり（ウチ）としてとらえる心性・制度であった。また、家はひとつの経営体でもあり、その維持と継続が最も重視された。このため、長子、主に長男は家にとどまって跡取りとなり配偶者をめとり、先代が死去すると代わって家長となった。「家を継ぐ」という観念がこの時代に発生したことからもわかるとおり、家は跡取りの単独相続であり、また財産は家長ではなく家そのものに属していた。農村部においては、次男や三男など長男以外の男子や女子は、富農層では分家として財産の一部を分与され村内に一家を立てることもあったが、中農層以下のものは独立や婚姻によって村を離れることが多かった。こうした家は地域集団や共同体の基本的な構成単位であり、周囲との密接な関係の上で存続していた。一方、離婚は比較的自由であり、この傾向は明治時代に入っても続いた。1883年（明治16年）には人口1,000人あたりの普通離婚率が3.39となり、おそらく世界最高の離婚率となっていて、これは1896年（明治29年）の民法制定で離婚が抑制され、激減するまで続いた。
明治時代に入り、1896年（明治29年）には民法が制定され、そのうちの第4編「親族」と第5編「相続」（いわゆる家族法）によって家制度および戸主権は強化・固定された。ただし、理念的には直系家族が主とされていたものの、次男以下の独立家族が多かったことや父母の寿命が短かったことから、日本では戦前から比較的小規模な核家族が最も一般的な家族形態であり、1920年（大正9年）の時点で過半数の世帯が核家族化していた。つまり、戦前の農村では大家族制度が主流であったという認識は、一部の地域を除き、誤りである。一方、大正時代に入ると都市部の新中間層（新中産階級）を中心に、ヨーロッパの「近代家族」の概念が普及した。
現代
太平洋戦争の終戦を機に民法の改正により家制度は廃止された。経済復興と給与労働者の増加により家庭は家内労働の場という側面が薄まり、家庭の教育的役割が強調されていく。また、直系家族に代わり核家族が主な家族理念とされたが、旧来の家族概念も残存した。
1950年代以降、高度経済成長期における家族変動の最も顕著なものは、同居親族数が減少したこと、および共同体の力の減退に伴って家族の基盤に変容が生じたこと、の二つが特徴としてあげられる。多数の人口が農村から都市へ移動し、兄弟の数も減った。戦後社会で育った子供たちはすでに中年から高齢にさしかかり、不況の中で社会から孤立する者が急速に増え無縁社会という言葉まで生まれた。
1980年代以降は、夫婦の共働きも一般化しつつあり、1991年（平成3年）以降、男性片働き世帯と共働き世帯の世帯数は拮抗するようになり、1997年（平成9年）以降は共働き世帯が完全に上回るようになった。それによって育児や子育てが保育園や学童クラブ、地域の野球やサッカー、スイミングスクールなどのスポーツクラブ、学習塾などに一時的に委託されることも増え、性別役割分業の見直しが進みつつある。また、高齢化社会に伴う老親の扶養の問題も深刻化してきた。
また、女性の社会進出にともない、女性が旧姓を通称として用いることが多くなってきたほか、選択的夫婦別姓制度導入などを求める声も大きくなって来ている。

### 日本の家族の現状
2010年（平成22年）時点では、日本の家族構成は核家族が56.4 %、直系家族等が10.2 %、単独世帯が32.4 %となっており、1960年代からのデータでは核家族は1980年代まで上昇した後微減傾向、拡大家族は一貫して減少傾向、単独世帯はほぼ一貫して増加傾向にある。ただし、単独世帯が1人であるのに対し、核家族・直系家族は2名以上で構成されるため、総人口ベースでは2005年（平成17年）のデータで87 %の人が家族と同居していることとなる。また、一つの世帯に属する平均人員数は、調査の開始された1920年（大正9年）から1955年（昭和30年）頃までは1世帯に対しほぼ5名で動かなかったものの、その後は急減していき、2005年（平成17年）には1世帯に2.58人とほぼ半減した。地域的に見ると、2005年（平成17年）時点ですべての都道府県において核家族世帯が最も多くなっているものの、都市部では単独世帯もかなりの数を占め、東京都では4割以上が単独世帯である一方、主に日本海側の農村県においては直系家族や大家族の占める割合が比較的高く、山形県では3割を超えている。
2020年の令和2年国勢調査によると、三世代同居率は以下の通り。
- 山形県 13.9 %
- 福井県 11.5 %
- 新潟県 10.5 %
- 秋田県 10.3 %
- 富山県 10.1 %
- 全国 4.2 %
- 北海道 2.4 %
- 神奈川県 2.2 %
- 大阪府 2.1 %
- 鹿児島県 1.9 %
- 東京都 1.3 %

欧米で近代的な「家族」の崩壊が進んでいる中で、日本ではいまだに近代家族の概念が強固に残っているとされる。一例として、一部先進国においては婚外子の割合が結婚しているカップルの子どもの割合とほぼ同じとなっている国家も存在するが、日本においては婚外子の割合は2008年（平成20年）でわずか2.1 %にすぎず、ほとんどが結婚した夫婦による子どもである。しかし、晩婚化や非婚化によって出産数が減少し、深刻な少子化が起こっている。また、一般に欧米の家族では夫婦愛が最も重要であるのに対し、日本の家族愛は母性愛がその柱となっているとされる。
一家団欒
家族で一緒に食事をしたり談笑するなどしてなごやかに過ごすことを一家団欒と呼ぶ。こうした一家団欒は家族内のコミュニケーションの重要な手段であり、子供の心身の発達において良好な効果を上げることが判明しているため、教育面の視点などから広く推奨されている。
ただし、こうした家族での共食と一家団欒の思想が日本で成立したのは、明治時代中期にキリスト教の影響を強く受けた近代家族像が成立してからのことである。一家団欒は修身教育を通じて推奨され、主婦の専業化やちゃぶ台の普及によって徐々に広まっていったものの、定着したのは非常に遅く、日本では第二次世界大戦後のこととされる。
家族旅行
戦前から家族旅行は比較的裕福な市民において行われていたが、戦後の高度成長期には裾野が広がり、庶民の家庭においても家族で旅行することが定着した。社団法人日本旅行業協会が公表した統計では、『成人するまでに20回以上、つまり平均して年に1回以上家族旅行に行った人は、「我慢強い」「思いやりがある」「協調性がある」「社交的である」など、周囲とのコミュニケーションや気配りに長けている傾向が強い』という結果となっている。

### 家族に関するメディア報道
一部の家族が機能不全状態にあるという意識の広まりと共に、家庭でのドメスティックバイオレンス、児童虐待などの事件がマスメディアを賑わすことが日常化している。これらの問題はどの時代にもあり、件数的には現代ではむしろ減少しているが、報道は増加している。近年は家庭内の暴力を人権問題として社会問題ととらえる傾向がある。増加する高齢者人口と在宅での高齢者看護などと共に、家族をめぐる社会問題が報道されている。
家族をめぐるメディア報道においては、現代の離婚件数が昔より増加しているかのような言論や（明治期の離婚は現代の1.5倍の件数であった）、「家族の終焉」といった、歴史的に見て適切ではない言説がなされる場合がある。ただし、離婚率は1960年（昭和40年）から緩やかに上昇傾向に入り、2000年（平成12年）まで増加し続けた。それでも世界的に見れば日本の離婚率は2006年（平成18年）時点でもかなり低位となっている。

### 新しい家族関係についての提唱

#### 1950年代のニュー・ファミリー・センターによる提唱
1950年（昭和25年）、連合国軍最高司令官総司令部 (GHQ) 渉外局長エコルス大佐の夫人ナンシーの開く自宅パーティーにおいて、若い世代が民主主義を履き違えてることが話題に上り、そこで正しい家庭の民主化が提唱され、1951年（昭和26年）2月にニュー・ファミリー・センター (N・F・C) が設立された。
ニュー・ファミリー・センターは戦後の日本人の青年を、自尊心がなく、西洋の良いところだけでなく悪いところも真似をすると批判し、日本人の美徳を取り戻させようとするものであった。また、家庭の民主化では自由の代わりに責任も生まれ、主婦は今までの内助の功だけでなく外助の功まで求められるようになるとし、井戸端会議を止めて買い物や洗濯などの家事と社交を分離し、社交を談話会や討論会へと発展させることを提唱した。同時に親子関係では、「友達親子」を理想としたとされる。

#### 1970年代のニューファミリー
1970年代頃にはニュー・ファミリーという用語がマーケティング業界を中心に使われるようなった。これは60年代の消費欲旺盛なヤングが結婚して70年代のニュー・ファミリーになるという説であり、ニューファミリーは「友達夫婦」であることが想定されていた。
1972年（昭和47年）には百貨店の丸井がニュー・ファミリー向けの展開を行ったほか、1977年（昭和52年）には女性誌でも「an・an」「non-no」「JUNON」の上位誌としてニューファミリーをメインターゲットに据えた「クロワッサン」「MORE」「ARURU」が登場した。
しかしながら、同1977年（昭和52年）には丸井が展開をニューファミリーからニューヤングへと切り替えたほか、前述のニューファミリー向け女性誌も部数が伸びず、1978年（昭和53年）には「ARURU」が休刊し、「クロワッサン」も「女の新聞」へとリニューアルされ、これにより「クロワッサン」はニューファミリーの女性ではなく、離婚を含めたシングル謳歌を広めていくこととなった
当時のNHKの調査によれば、当時の若い夫婦に愛情表現が豊かなどのニューファミリー的要素は認められるものの、話題になっていたようなニューファミリーそのものの存在は見つけることができなかったされる。

## 動物の家族
家族に類する集団を作る動物もある。ある動物が次のような集団を作っている場合、それを家族と呼ぶことがある。
1. 配偶ペアがある程度以上の期間にわたって維持されること。
2. この組がそれらの子の世話をある程度以上行うこと。

配偶ペアが長期にわたって維持される例はあるが、それだけを以て家族ということはない。また、単独の親が子育てする例もこれを家族と言わない。もちろん、より文学的表現でそれらをも家族という語を使う例はままある。
上記のような範囲で家族を構成する動物は鳥類に例が多い。いくつかの鳥類では前年の雛が巣に残って子育てを手伝う。これをヘルパーと言う。哺乳類ではタヌキやキツネなどいくつかの例がある。類人猿の中では、ゴリラは1匹の雄と複数の雌による一夫多妻制の家族を築いており、父母ともに子どもの面倒を見るが、父親が死亡した場合この家族は崩壊する。ゴリラの家族同士は接触しないように距離を置いており地域集団を形成せず、またより人間に近いチンパンジーは地域集団内の乱婚制で家族を形成しないため、いずれも人類の家族制度および社会制度とは異なっている。
節足動物にもかなり例がある。いわゆる社会性昆虫は実のところ一頭ないし一組の生殖個体とその子で構成されており、非常に巨大ながら家族集団である。ただしハチとアリの場合、雌が単独で巣作りをするから先の定義から外れる。シロアリは夫婦で巣作りするのでこれは家族扱いできる。他に家族的集団や親子集団を形成するものもあり、それらは社会性昆虫の進化との関連でも注目される。

## 家族をテーマにした作品

### 小説
- レフ・トルストイ 著『アンナ・カレーニナ』(1877年、ロシア)
- エクトール・アンリ・マロ 著『家なき子』（1878年、フランス）（原題の「Sans Famille　サン ファミーユ」は家族無しで、という意味。）
- ジョン・アーヴィング 著『ホテル・ニューハンプシャー』（1981年、アメリカ）
- カズオ・イシグロ 著『わたしを離さないで』（2005年、イギリス）

### 映画
家族を描いた映画作品は数多く存在する。その中でも映画史に残る名作や問題作として以下の作品がある。
| 題名                     | 制作年 | 内容                           |
| ------------------------ | ------ | ------------------------------ |
| 東京物語                 | 1953   | 独立した子供とその親の絆の喪失 |
| ゴッドファーザー         | 1972   | 強い父とその家督を継ぐ三男     |
| クレイマー、クレイマー   | 1979   | 離婚した男女とその一人息子     |
| アメリカン・ビューティー | 1999   | 娘の友人に恋する無様な父       |

日本
- 家族 - 山田洋次監督（1970年）
- 家族ゲーム - 森田芳光監督（1983年）
- 異人たちとの夏 - 大林宣彦監督（1988年）
- 萌の朱雀 - 河瀬直美監督（1997年）
- 折り梅 - 松井久子監督（2001年）
- 万引き家族 - 是枝裕和監督（2018年）。（パルム・ドール受賞作品）

### テレビドラマ
- 『パパは何でも知っている』（原題：Father Knows Best）全203話（1954年 - 1960年）アメリカのNBC放送とCBS放送で放送され、人気を博したロバート・ヤング主演のテレビドラマ。
- 『奥様は魔女』全254話（1964年 - 1972年）エリザベス・モンゴメリー主演で放送され、大ヒットしたコメディーテレビドラマ。
- 『大草原の小さな家』（1974年 - 1982年。アメリカ合衆国のテレビドラマシリーズ）
- 『ファミリータイズ』全176話（1982年 - 1989年）主演のマイケル・J・フォックスはこのシリーズでエミー賞のコメディー部門主演男優賞を1986年から3年連続受賞した。

日本
- 『七色とんがらし』（1976年） 千葉真一主演で東京・下町の鉄工所を舞台に家族の人間模様・絆を描いている。
- 『北の国から』（1981年 - 2002年）北海道富良野市（主に麓郷地区）を舞台にしたフジテレビジョン制作のテレビドラマ。アメリカ合衆国のテレビドラマ『大草原の小さな家』をヒントにしたものと言われる。

### 漫画
- 長谷川町子『サザエさん』（漫画：1946年 - 1974年、テレビ放映：フジテレビにて1969年 - 現在）
- 深見じゅん『ぽっかぽか』集英社 1995年8月 ISBN 4087850013
- 柴門ふみ『家族の食卓』
- けらえいこ『あたしンち』（漫画：1994年 - 2013年、テレビ放映：テレビ朝日にて2002年 - 2009年）
- 臼井儀人『クレヨンしんちゃん』（漫画：1990年 - 2010年、テレビ放送：テレビ朝日にて1992年 - 現在）
- 松本ぷりっつ『うちの3姉妹』（漫画：2005年 - 2010年、テレビ放送：テレビ東京、USF局にて2007年 - 2010年）
- さくらももこ『ちびまる子ちゃん』（漫画：1986年 - 2015年、テレビ放送：フジテレビにて第1期1990年 - 1992年、第2期1995年 - 現在）